# Geologi - er det egentlig videnskab?
Geologi - er det egentlig videnskab? er en film instrueret af Per Kirkeby efter eget manuskript.

## Handling
"Vi ser de geologiske materialer, vi ser de geologiske resultater", konstaterer filmens instruktør, maleren og geologen Per Kirkeby indledningsvis. Men oplevelserne og forestillingerne om processerne foregår i mennesket, og iagttagelsen er grundlaget for det hele. For ser vi, hvad vi ser? Kirkebys film bevæger sig rundt i smukke islandske, grønlandske og danske landskaber. Den følger geologers feltarbejde i det nordligste Grønland med at registrere, indsamle og ordne, men først og fremmest iagttage. Til slut omtales den tyske videnskabsmand Alfred Wegener, der lancerede tesen om kontinentalforskydninger omkring år 1910. Da han gjorde det, blev den forkastet som barnlig og uvidenskabelig, men i dag er den almindeligt accepteret. Hans antagelse udsprang af fantasien, oplevelsen og intuitionen. Et selvindlysende indfald, kalder Kirkeby det, i sig selv ubeviseligt. Er geologi egentlig videnskab?